# Лейк-Резігер (Вашингтон)
Лейк-Резігер (англ. Lake Roesiger) — переписна місцевість (CDP) в США, в окрузі Сногоміш штату Вашингтон. Населення — 611 особа (2020).

## Географія
Лейк-Резігер розташований за координатами 47°58′32″ пн. ш. 121°54′18″ зх. д. / 47.97556° пн. ш. 121.90500° зх. д. (47.975542, -121.905084).  За даними Бюро перепису населення США в 2010 році переписна місцевість мала площу 11,62 км², з яких 10,14 км² — суходіл та 1,48 км² — водойми.

## Демографія
Згідно з переписом 2010 року, у переписній місцевості мешкали 503 особи в 203 домогосподарствах у складі 153 родин. Густота населення становила 43 особи/км².  Було 453 помешкання (39/км²).
Расовий склад населення:
| - 97,2 % — білих - 0,6 % — чорних або афроамериканців - 0,2 % — корінних американців - 0,2 % — азіатів - 1,2 % — осіб інших рас |

До двох чи більше рас належало 0,6 %. Частка іспаномовних становила 2,6 % від усіх жителів.
За віковим діапазоном населення розподілялося таким чином: 19,3 % — особи молодші 18 років, 66,4 % — особи у віці 18—64 років, 14,3 % — особи у віці 65 років та старші. Медіана віку мешканця становила 48,4 року. На 100 осіб жіночої статі у переписній місцевості припадало 116,8 чоловіків;  на 100 жінок у віці від 18 років та старших — 104,0 чоловіків також старших 18 років.
Середній дохід на одне домашнє господарство  становив 84 224 долари США (медіана — 87 535), а середній дохід на одну сім'ю — 99 393 долари (медіана — 89 355). За межею бідності перебувало 8,7 % осіб, у тому числі 0,0 % дітей у віці до 18 років та 0,0 % осіб у віці 65 років та старших.
Цивільне працевлаштоване населення становило 376 осіб. Основні галузі зайнятості: транспорт — 16,8 %, освіта, охорона здоров'я та соціальна допомога — 15,2 %, публічна адміністрація — 13,6 %.